# 汉复县
漢復县，中国古县名。
三国蜀汉政权置，辖今贵州沿河土家族自治县和务川仡佬族苗族自治县北部和邻近的重庆酉阳南部部分地区。治所在今贵州省沿河縣东北洪渡镇。属涪陵郡。南朝宋废。